# Жанри відеоігор
Жанр відеогри використовується для класифікації відеоігор відповідно до інтерактивних ігрових дій гравця. Жанр відеогри не залежить від сценарію або змісту уявного ігрового світу, на відміну від творів літератури чи кіномистецтва. Єдиної класифікації жанрів відеоігор не існує, тому в різних джерелах одну й ту саму відеогру можуть відносити до різних. Також можливі змішання жанрів, коли гру неможливо віднести до одного жанру.
Попри це, розробники відеоігор послуговуються усталеними поняттями про різновиди відеоігор (не завжди жанрові), що дозволяє з анонсів при розробці та у рекламно-маркетингових кампаніях повідомити гравцям суть гри.
Відеоігри класифікуються, окрім жанрів, також за кількістю та характером взаємодії гравців (соло, два або більше на одному пристрої, мережеві у локальних обчислювальних мережах, мережеві в Інтернеті; останні в режимах online або offline), за рейтингами, такими як ESRB (рекомендований вік гравців та рівні насильства), за платформами (ПК, гральна консоль, ігровий автомат), за характером видання та поставки (на оптичному носії, коробочна версія, спеціальні редакції, доповнення, антологія тощо) та за іншими критеріями.

## Історія
Одна з перших детальних класифікацій відеоігор наведена в 1982 році у книзі «The Art of Computer Game Design» ігрового дизайнера Кріса Кроуфорда. Виходячи із подібностей у дизайні ігор, він запропонував свою класифікацію, частина назв жанрів з якої стала використовуватися в інших класифікаціях, навіть заснованих на інших критеріях:
- Ігри вмінь та дії (англ. Skill-and-Action) — включає ігри, дії яких відбувають в реальному часі, активно залучають графіку та звук для занурення в ігровий процес і вимагають швидкої реакції гравця. Вони більше поширені на аркадних ігрових автоматах.
- Бойові ігри (англ. Combat Games) — зображають в тому чи іншому вигляді пряме, жорстоке протиборство. Вимагають від гравця стріляти, руйнувати, при цьому самому уникати знищення.
- Ігри-лабіринти (англ. Maze Games) — вимагають від гравця певним чином рухатися лабіринтом (не обов'язково для пошуку виходу) для виконання поставленого завдання (уникнути ворогів, зібрати всі предмети і т. д.).
- Спортивні ігри (англ. Sports Games) — ігри, засновані на реальних видах спорту (футбол, теніс, шахи).
- Відбивання (англ. Paddle Games) — засновані на концепції пінг-понгу, де гравець повинен відбивати предмети, щоб виграти.
- Гоночні ігри (англ. Race Games) — передбачають змагання без прямих агресивних дій щодо противника у спробах випередити його в русі.
- Стратегічні ігри (англ. Strategy games) — вимагають від гравця більше мислення, ніж дій. Коли ж дії потрібні, для їх виконання не вимагається швидкості реакції або вправності. Вони більше поширені на персональних комп'ютерах.
- Пригоди (англ. Adventures) — гравець повинен пересуватися ігровим світом, застосовуючи певні предмети для вирішення поставлених завдань, як правило головоломок.
- D&D-ігри (англ. D&D Games) — засновані на настільній рольовій грі Dungeons and Dragons. Ці ігри передбачають бої, але в такій формі, де гравець може їх обдумати, покладатися на свій розум, а не реакцію. Гравець покроково переміщується світом, борючись із противниками для виконання поставленого завдання.
- Варгейми (англ. Wargames) — відтворюють бої, орієнтуючись на тактику. В них так само перемога досягається логічним мисленням, а не швидкістю дій.
- Ігри шансу (англ. Games of Chance) — відтворюють азартні ігри, в яких є значний вплив випадковості.
- Навчальні та дитячі ігри (англ. Educational and Children's Games) — дозволяють навчитися чому-небудь для подальшого використання отриманих знань і навичок в реальності через симуляцію, поступовий виклад інформації.
- Міжособистісні ігри (англ. Interpersonal Games) — зосереджуються на взаємодії осіб або їх груп, симулюють спілкування з різними варіантами його розвитку.
- Різне — частину ігор Кріс Кроуфорд не зміг класифікувати, такі як Donkey Kong або Frogger. Деякі від називав модифікаціями інших жанрів, наприклад Frogger модифікацією лабіринту, де рухається не стільки персонаж гравця, скільки сам «лабіринт»[1].

Вже 1986-го Ральф Кохен зауважив, що чітко визначити жанр неможливо, оскільки «Жанр є відкритою категорією. Кожен змінює жанр додаванням, перевертанням або зміною складових».
У 1988 році радянський психолог Олександр Шмельов у праці «Мир поправимых ошибок. Вычислительная техника и ее применение. Компьютерные игры» запропонував таку класифікацію: стимулятори формально логічного мислення, азартні, спортивні, військові ігри та єдиноборства, переслідування-втеча, авантюрні (пригодницькі), ігри-тренажери.
Дослідник відеоігор Марк Вулф у 2001 році вперше чітко визначив поняття жанру через переважний тип активності гравця (а не через елементи дизайну, тематику, стилістику чи призначення). За його книгою «The Medium of the Video Game», дослідження жанрів відеоігор відрізняються від досліджень жанрів кіно та літератури через пряму і активну участь аудиторії гри, що відбувається за допомогою взаємодії гравець-персонаж, яка відображається за екраном в центрі рушійного конфлікту сюжету гри. Вулф виділив цілих 42 жанри: Абстрактні, Пристосувальні, Пригодницькі, Штучне життя, Ігри на дошці, Захоплення, Карткові ігри, Ловля, Погоні, Збирання, Сутички, Демо-гра, Діагностичні, Уникання, Кермування, Навчальні, Втеча, Бійки, Польоти, Азартні, Інтерактивні фільми, Симулятори управління, Лабіринти, Смуги перешкод, Олівець-і-папір, Пінболи, Платформери, Програмовані ігри, Головоломки, Вікторини, Перегони, Рольові, Ритму й танцю, Shoot ’Em Up, Симулятори, Спортивні, Стратегічні, Настільні ігри, Тири, Текстові пригоди, Тренувальні симулятори, та Утилітарні.
Британський експерт Стів Пул у 2000 році в книзі «Trigger Happy - The Inner Life of Video Games» виділив усього 9 жанрів: Шутер, Перегони, Платформер, Beat'em-up, Стратегічна гра, Спортивна гра, Симулятор, Пригоди, Рольова гра та Головоломка.
Дослідники Саймон Егенхельдт Нільсен, Йонас Хайде Сміт і Сусана Паярес Тоска в книзі «Understanding Video Games» 2008 року підійшли до класифікації жанрів загальніше, виділяючи всього 4 основних: Екшн, Пригоди, Стратегії та Процесно-орієнтовані.
Також здійснювалися й інші спроби класифікувати відеоігри за жанрами, деякими класифікаціями користуються окремі вебсайти, присвячені іграм, групи дослідників, однак загального визнання жодна з них не здобула.

## Класифікація жанрів
В основі сучасних розподілів відеоігор на жанри лежить вид активності, який найчастіше здійснює гравець в іграх даного жанру. Так відеоігри в загальному можуть поділятися на ігри руху, планування і сюжету або спілкування, дії та контролю. В багатьох класифікаціях визначення жанру відбувається за кількома осями. Наприклад, за двома осями сюжет  — свобода дії, або трьома абстракція  — симуляція  — свобода. Проте найчастіше використовуваною класифікацією, хоч і не прийнятою усіма, жанри з якої зустрічаються в більшості існуючих, є наведена нижче, яка виключає осі або багаторівневі поділи:

### Екшн
Докладніше див. Action (жанр відеоігор)
В іграх такого жанру необхідно використовувати рефлекси та швидкість реакції для подолання ігрових обставин. Це один із базових жанрів і водночас найпоширеніший. Як правило екшн-ігри пов'язані із агресивними діями щодо противників і/або оточення. Персонаж гравця повинен битися, стріляти, переслідувати ціль чи самому уникати переслідування. Стосовно екшн-ігор, де наявні значні елементи пригодницьких ігор, застосовується термін Action-adventure. З-поміж них часто виділяється напрям аркадних ігор, ігровий процес яких вирізняється простотою та легкістю освоєння.
Цей жанр поділяється на велику кількість піджанрів, серед яких основними є:
- Шутери — вимагають від гравця боротися з суперником шляхом стрілянини. Залежно від перспективи, поділяються на шутери від першої (Wolfenstein 3D) чи третьої особи (Макс Пейн). Існують різновиди як тактичні, в яких ігровий персонаж діє у складі команди (SWAT 4), аркади (Alien Shooter), стелс-екшн, метою якого є приховані дії для виконання завдань, без прямого знищення противників (серія Hitman). Щодо ігор, де основою ігрового процесу є знищення великих кількостей ворогів, а сама стрілянина в цьому переважає над тактикою і влучністю, застосовується термін Shoot 'em up (R-Type, Touhou, Contra).
- Файтинги — імітують ближній бій, як правило один на один, на спеціальних аренах. Приклади: серія Mortal Kombat, Street Fighter.
- Beat 'em up — подібні на файтинги, з тією різницею, що персонажі вільно переміщуються ігровим світом (а не спеціальною ареною) і борються проти багатьох противників одночасно. Приклади: Golden Axe, Battletoads, Double Dragon.
- Платформери — персонаж мусить рухатися, стрибаючи по платформах, та долати перешкоди. Приклади: Mario, Spyro the Dragon, Megaman.
- Лабіринти — персонаж рухається лабіринтом з метою знайти вихід, зібрати предмети і/або уникнути пасток і небезпек. Часто в іграх цього жанру є обмеження на час. Приклади: Pac-Man, Boulder Dash.

### Стратегія
Докладніше див. Стратегічна відеогра
Сенс стратегічних ігор полягає в плануванні дій та виробленні певної стратегії для досягнення якоїсь конкретної мети, наприклад, перемоги у військовій операції. Гравець керує не одним персонажем, а цілим підрозділом, підприємством чи навіть всесвітом. Відповідно до реалізації ігрового часу, стратегічні відеоігри поділяються на два основних різновиди:
- Покрокові стратегічні ігри — гравець та його противник здійснюють дії один за одним, покроково, маючи змогу за один ігровий хід виконати певну кількість операцій. Приклади: Heroes of Might and Magic III, Цивілізація.
- Стратегічні ігри в реальному часі — і гравець і суперник виконують свої дії одночасно, проте часто масштаб часу відрізняється від реального. Наприклад, будівництво триває кілька секунд, а ігрова година складає кілька хвилин реального часу. Приклади: StarCraft, Age of Empires III.
  - Tower Defense — похідний жанр, в якому гравець керує оборонними баштами аби не пропустити хвилі ворогів.
  - MOBA — похідний жанр, в якому гравець керує одним персонажем з метою захистити свою базу від ворогів та знищити ворожу.
  - MMORTS — багатокористувацькі он-лайн стратегії в реальному часі, орієнтовані на суперництво/співпрацю з іншими реальними гравцями, щоб досягнути спільної мети.

Видом стратегічних ігор, які відображають суто бойові дії, є варгейми. Ігри, в яких гравець управляє масштабними державами (імперіями, планетами, галактиками), при цьому займаючись всіма аспектами їх життя, включаючи торгівлю, науки та війни, мають назву глобальних стратегій. Близьким до них є ігри в бога, де гравець виступає в ролі надприродної істоти, управляє світом через чудеса, правителів, керує силами природи.

### Рольова гра
Докладніше див. Рольова відеогра, Рольова гра
Гравець асоціюється з конкретним персонажем або лідером команди, які діють відповідно до правил своїх ролей. Наприклад, лицар не може того, що чарівник, кожна роль має свої особливості, а часом від неї залежить і розвиток сюжету. Мета ігрового процесу полягає у виконанні різноманітних завдань (квестів) для розвитку одного персонажа або групи. Можливі варіанти дій залежать від обраного образу персонажа, попередньо визначеного чи формованого самим гравцем.
Рольові відеоігри часто поєднуються з іншими жанрами, утворюючи Action-RPG, тактичні рольові ігри, MUD-и і т.п.. Особливим випадком рольової гри є MMORPG, багатокористувацькі рольові онлайн-ігри, в яких живі гравці взаємодіють одне з одним у віртуальному світі через мережу Інтернет, що визначає специфіку ігрового процесу.
Іноді рольові відеоігри поділяються за дизайном і побудовою сюжету. Так існує умовний поділ на рольові ігри західного зразка та східного (японські рольові ігри).

### Симулятор
Докладніше див. Симуляційна відеогра
В широкому розумінні всі ігри є симуляторами. У вужчому значенні це відеоігри, призначені для складання уявлення про дійсність за допомогою відображення певних реальних явищ та властивостей у віртуальному середовищі. Існує чимало піджанрів, як технічні (управління складними технічними пристроями, авіаційною технікою та інші, наприклад гра Іл-2 Штурмовик), аркадні (відрізняються від аркад наявністю спрощеної фізичної моделі. Наприклад, X-Wing), спортивні, економічні, побачень та інші.

### Пригоди
Докладніше див. Пригодницька відеогра
В пригодницьких відеоіграх гравець керує ігровим персонажем, який рухається по сюжету та виконує зумовлені сценарієм завдання, покладаючись на свою уважність та логіку, здійснює пошуки підказок і вирішує загадки. Всередині жанру виділяються основні піджанри: інтерактивна література, інтерактивні фільми та візуальні романи. Часто за аналогією до пригодницьких фільмів пригодницькими називаються ті відеоігри, сюжет яких динамічно розгортається, насичений яскравими подіями, швидкою зміною обстановки, а персонажі проявляють кмітливість та сміливість, а не грубу силу. Приклади: серія про Індіану Джонса, Disney's Aladdin in Nasira's Revenge, Syberia.

### Інші різновиди
- Настільна гра — електронні реалізації настільних ігор. Серед них існують як реалізації класичних ігор (шахи, преферанс), так і специфічних, як Magic: The Gathering.
- Головоломки — вимагають від гравця вирішення логічних завдань, передбачення можливих ситуацій. Приклади: Тетріс, Angry Birds
- Games with a Purpose — програми, за допомогою яких люди використовують свої знання для вирішення проблем (передусім у наукових дослідженнях), при цьому граючись. Такі ігри є різновидом людино-орієнтованого методу комп'ютерного моделювання. Приклади: Дарвін, C Robots[8].

## Популярність жанрів
Згідно опитувань, проведених у США Entertainment Software Association 2015 року, найпопулярнішими жанрами на гральних консолях були (використовувалася власна класифікація) екшн (28,2 %), шутер (21,7 %), спортивні відеоігри (13,3 %), рольові відеоігри (9,5 %), файтинг (6 %), перегони (5,2 %) та стратегії (4,1 %). Для ПК це були: стратегії (37,7 %), казуальні (24,8 %) та рольові (20,2 %).